# Ruta de Illinois 135
La Ruta de Illinois 135, y abreviada IL 135 (en inglés: Illinois Route 135) es una carretera estatal estadounidense ubicada en el estado de Illinois. La carretera inicia en el este desde la Main Street en Alexis hacia el sur en la IL 164     en Monmouth. La carretera tiene una longitud de 32,7 km (20.31 mi).

## Mantenimiento
Al igual que las autopistas interestatales, y las rutas federales y el resto de carreteras estatales, la Ruta de Illinois 135 es administrada y mantenida por el Departamento de Transporte de Illinois por sus siglas en inglés IDOT.